# قصه‌های کوچه ما (مجموعه تلویزیونی)
قصه‌های کوچه ما یک مجموعه تلویزیونی محصول تابستان ۱۳۶۵ به کارگردانی، نویسندگی رضا فیاضی و تهیه‌کنندگی ناهید دژم‌شهابی می‌باشد که از برنامه کودک و نوجوان شبکه یک پخش شد. کارگردان تلویزیونی این مجموعه مهتاج نجومی بود. علی چاخان و تهمت عنوان دو قسمت از این مجموعه بود.

## بازیگران
- حمید لبخنده
- فرزانه نشاط‌خواه
- علی عمرانی
- رضا خندان
- رضا فیاضی
- مسعود عربیان
- علی صالحی
- بابک بیات
- رضا شمس
- اسماعیل کمالی
- علی صالحی
- احمد صادقی
- حسین اسماعیل‌بیگی
- امیرعباس تقی‌پور
- اصغر عرب‌منفرد
- احمد مولایی